# One for the Kids
One for the Kids es el tercer álbum de la banda estadounidense Yellowcard, y el primer disco de estudio junto a Ryan Key. Se aprecia un cambio bastante amplio en comparación de sus 2 antecesores (Midget Tossing y Where We Stand). En One For The Kids nos encontramos con un combo de 10 canciones nuevas (más 1 bonus track), 2 temas (Drifting y Rock Star Land) reeditados del Still Standing EP lanzado el 2000. Este disco es en esencia de Pop Punk, aunque hay algunas baladas acústicas como Something Of Value, Cigarette y Rough Draft. Se destacan las canciones October Nights, Big Apple Heartbreak y Sureshot, al ser frecuentemente interpretadas por la banda en sus presentaciones en vivo. La canción Cigarette (escrita por un amigo de la banda y compañero de Jacksonville, Ian Ennis) fue usada en Australia el 2006 en comerciales del show de televisión House, así como Drifting es usada en el juego Amped para Xbox.

## Lista de canciones
1. "Struck" – 2:48 (conocida también como StarStruck)
2. "Drifting" – 3:29
3. "Something of Value" – 3:30
4. "Trembling" – 2:26
5. "Sureshot" – 3:19
6. "Big Apple Heartbreak" – 3:44
7. "Cigarette" – 3:53
8. "October Nights" – 3:29
9. "Rock Star Land" – 3:39
10. "For Pete's Sake" – 3:51
11. "A.W.O.L." – 3:01
12. "Rough Draft" (Bonus track) – 4:13
13. [Pista oculta] (silencio) - 1:59
14. [Pista oculta] ("Clumsy (hidden track)") - 0:56

## Miembros
- Ryan Key - Voz y Guitarra rítmica
- Ben Harper - Guitarra líder
- Warren Crooke - Bajo
- Longineu Parsons - Batería
- Sean Mackin - Violín y Coros

- Datos: Q530003